# Rhynchostegium semitortulum
Rhynchostegium semitortulum är en bladmossart som beskrevs av Kindberg 1891. Rhynchostegium semitortulum ingår i släktet näbbmossor, och familjen Brachytheciaceae. Inga underarter finns listade i Catalogue of Life.